# Secret Agent Clank
Clank: Agente secreto (conocido en Japón como Clank & Ratchet: Maru Hi Mission Ignition) es un videojuego de plataformas en tercera persona (videojuegos) para la PSP de Sony, aunque también ha sido creado un port para la PlayStation 2. Se le considera un spin-off.

## Argumento
Todo comienza cuando Clank debe realizar una misión en el Museo Guitaire. Al llegar a ese lugar, Clank ve a su compañero Ratchet (Ratchet & Clank) entrar en el museo y los guardias de seguridad lo detienen. Clank ve que es su amigo Ratchet, pero no se cree que él fuese realmente el ladrón que intentó robar una pieza única del museo, el Ojo del Infinito. Después de esto, Ratchet es trasladado a una cárcel en la que se encontrará a personajes muy familiares con los que deberá de luchar en las distintas misiones a medida que avanzas en el juego. Clank tendrá que averiguar qué ha sido lo sucedido y librar a su amigo de una condena.
El atraviesa la galaxia en busca del culpable del crimen:
Después de buscar en el museo encuentra una galleta de la fortuna fabricada en "Asianica" (que simula ser Tokio) que es donde en se encuentra con "Numero tos" que es un mafioso del lugar y que le dio el "ojo del infinito" a la condesa "Ivana Muchaguita" que le dice que le dio el ojo al "king pin" que se encontraba casualmente caminando a través de la fiesta de año nuevo (su fiesta es debido a la rotación del planeta cada 4.2 segundos y se asimila al carnaval de Río de Janeiro en Brasil) en Rionosis para enfrentarse con su guarda espaldas "Jack el manitas"que le da una pista que lo lleva hacia el casino "Le Paradis Des Tricheurs" para después de un peligroso juego de cartas ir a un laboratorio ubicado en venantania hay descubre que King pin secuestro a un científico para construir un láser para infiltrarse en la fábrica de guitones (la moneda universal del juego) donde se infiltró entre la seguridad de la fábrica por más fondos (ya que saquear la fábrica no era su real objetivo) después de esto viaja a un cementerio de naves al borde de la galaxia donde habita el monstruo "Kudzu" (un montuo de tipo Cefalopoides ) en donde descubre que King pin (el robot que sigue en Rionosis) es solo un traje que una "Clunk" (un archirrival de clank son su mismo tamaño y forma, cuya única diferencia es su color dorado y ojos rojos) y se roba su nave, Clank sigue la señal de su nave y viaja a un planeta llamado "Hidrano" que es donde Clunk revela su plan maestro que Clank (después de vencer a Clunk evita el plan de Clunk después de investigar logra comprobar la inocencia de Ratchet ) y completar su misión

## Curiosidades
- Después de acabar la historia, se puede repetir en "Modo desafío" (como es habitual en la serie original), con dificultad más elevada pero manteniendo la armas, mejoras y guitones de la anterior partida con el añadido, además, de subir el nivel de la armas al nivel máximo.
- Al entrar a la casa del árbol High Impact Games, el jugador puede recoger una foto de Ratchet con ropa de prisión y un código para el juego Ratchet & Clank: Armados hasta los dientes que permite usar este traje en dicho juego.
- Al conseguir las 3 tarjetas de acceso se obtiene el artilugio "Cáliz de energía", el cual puede otorgar al jugador (Clank) la habilidad de restaurar su energía al 100% presionando : " Arriba, Arriba, Abajo, Abajo, Izquierda, Derecha, Izquierda, Derecha", sin embargo; solo se puede utilizar una vez por nivel.
- Si al jugar en una misión de Ratchet en el patio de juegos y el jugador mantiene presionado el botón "L2", elige la pantalla de trajes (ubicada en extras), selecciona o compra a un personaje y presiona el botón "Triangulo" y sale del menú, el personaje se cambiara por un sprite deforme (esto porque en juego cree que el jugador no ha seleccionado ningún traje).
- Se cree que tenga que ver el "Cáliz de energía" con este último truco puesto que debido a la dificultad no se puede lograr conseguir ninguno de los 2.
- El truco "Clank cabezón" está mal diseñado, puesto que si el jugador de se acerca a una pared y pone la cámara en la espalda, se puede ver el interior de la cabeza de Clank.